# The Supermen
Pistes de The Man Who Sold the World
The Man Who Sold the World
(8)
The Supermen est une chanson écrite par l'auteur-compositeur-interprète anglais David Bowie en 1970. Elle clôt son album The Man Who Sold the World. 
Comme plusieurs morceaux du disque elle est marquée de l'influence sur Bowie de l'œuvre de Friedrich Nietzsche.

## Description
La chanson reflète une influence du romantisme allemand, avec un titre et des paroles qui se réfèrent aux visions apocalyptiques de Friedrich Nietzsche et un jeu marqué de timbales qui évoque le poème symphonique Ainsi parlait Zarathoustra de Richard Strauss — thème d'une autre grande source d'inspiration de Bowie alors, le film 2001, l'Odyssée de l'espace. Bowie dit plus tard « J'étais encore imprégné de Nietzsche, que je faisais semblant de comprendre. (...) Et j'avais essayé de le traduire dans mes propres termes pour le comprendre, Supermen est sorti de là. », ou encore « The Supermen, c'était le germe de l'idée d'Homo Superior, avec laquelle je jouais alors. La venue du Nouvel Homme. J'ai écrit beaucoup de chansons autour de ce thème. ». 
Des critiques ont aussi signalé l'influence des fictions de H. P. Lovecraft dans des expressions comme « dormant elder gods » (« les dieux aînés endormis »). Autre inspiration perceptible, plus étonnante, un texte chanté par Biff Rose en 1968, Paradise Almost Lost.
Selon Bowie, le riff de guitare lui a été proposé par Jimmy Page lorsque ce dernier a joué I Pity the Fool sur l'un des premiers albums de Bowie,. Le chanteur l'utilise plus tard sur Dead Man Walking, dans l'album Earthling en 1997.

## Autres versions

### En direct
- The Hype interprète la chanson dans l'émission de la BBC Sounds of the 70s: Andy Ferris, enregistrée 25 mars 1970[2]. Cette version ancienne sort en 2016 sur l'édition vinyle de l'album Bowie at the Beeb[6]. Lors de cette prise, il est audible que le batteur John Cambridge ne parvient pas à suivre sa partition : l'incident conduit Bowie, incité par Ronson, à licencier le mois suivant ce batteur qui l'accompagnait depuis Space Oddity et à le remplacer par Mick Woodmansey[2],[1].
- Bowie choisit ce morceau pour l'émission de la BBC Sounds of the 70s: Bob Harris le 21 septembre 1971. Elle est diffusée le 4 octobre 1971 et figure sur l'album Bowie at the Beeb de 2000.
- Une version live enregistrée au Boston Music Hall le 1er octobre 1972 sort en 1989 sur le coffret original Sound + Vision (elle n'est pas retenue dans les versions ultérieures de cette compilation). Ce même enregistrement est repris sur le disque bonus d' Aladdin Sane - 30th Anniversary Edition en 2003.
- Une autre version live enregistrée au Santa Monica Civic Auditorium le 20 octobre 1972 est parue sur Santa Monica '72 et sur Live Santa Monica '72 .

### Autres enregistrements
- Une version alternative de la chanson a été enregistrée aux studios Advision de Londres le 12 novembre 1971 lors de sessions pour The Rise and Fall of Ziggy Stardust and the Spiders from Mars. Elle paraît pour la première fois sur l'album Revelations - A Musical Anthology for Glastonbury Fayre en juillet 1972, compilé par les organisateurs du Glastonbury Festival où Bowie avait joué en 1971[4],[2],[5], puis en bonus sur le CD Rykodisc et la réédition de cassette de Hunky Dory en 1990, et à nouveau sur le disque bonus Ziggy Stardust - 30th Anniversary Reissue en 2002.
- Un enregistrement de répétition de la tournée de novembre 1996 a été diffusé sur une émission de radio de la BBC en 1997 et publié en 2020 sur l'album ChangesNowBowie[7].

## Reprises
- Métal Urbain - Wall of Noise (1979)
- Aquaserge - Repetition - A Tribute to David Bowie (2010)
- La version du 12 novembre 1971 a été samplée par Death Grips pour Culture Shock sur sa mixtape de 2011, Exmilitary.

## Interprètes
- David Bowie : chant et chœurs
- Mick Ronson : guitares électriques, chœurs
- Tony Visconti : guitare basse, chœurs
- Woody Woodmansey : batterie